# Gencije
Gencije (lat. Gentius) bio je sin ilirskog kralja Pleurata III. iz plemena Labeata. Vladao je kraljevstvom Ilirije od 180. do 168. godine pr. Kr., kao posljednji ilirski kralj. Stolovao je u gradu na mjestu današnjeg Skadra u Albaniji.
Gencije je imao nezgodnu narav, loše navike i nije se znao kontrolirati. Često je okrutno postupao prema svojim podanicima. Bojao se da bi mogao izgubiti političku moć i prijestolje te čak je dao ubiti svoga brata, princa Platora. Prema drugoj verziji obojica su namjeravala oženiti Etutu, kćer Moninija, kralja Dardanaca, nakon bratovog ubojstva, princezu je oženio Gencije. 
Dalmati su 180. godine pr. Kr. proglasili svoju nezavisnost od njegove vladavine. Gencije se 171. godine pr. Kr. udružio s Rimljanima protiv Makedonaca, ali je dvije godine kasnije promijenio mišljenje i sklopio savez s Perzejem Makedonskim. Čak je dao lišiti slobode dva rimska legata i uništiti gradove Apollonia i Dyrrhachium (Drač), koji su bili u savezu s Rimom. Rim je porazio Perzeja i 168. godine pr. Kr. poslao vojsku od 30.000 vojnika pod vodstvom Lucija Gala na Skadar. Gencije je doživio poraz te je cijela njegova obitelj bila zarobljena i odvedena u Rim 167. godine pr. Kr. Nije poznat točan datum Gencijeve smrti, ali, činjenica je da je uklanjanje Gencija značilo i kraj Ilirskog kraljevstva i njihove političke nezavisnosti. Rim je anektirao cijelu Iliriju te je ona postala nova provincija - Ilirik.